# Izsák Sámuel
Izsák Sámuel (Marosvásárhely, 1915. december 20. – Kolozsvár, 2007. szeptember 4.) erdélyi magyar orvos,  orvos- és gyógyszerészet-történész, egyetemi tanár, Izsák László író, újságíró öccse.

## Életútja
Középiskoláit a temesvári Zsidó Líceumban végezte, orvosi tanulmányait Bolognában kezdte, Kolozsvárt folytatta, de a faji törvények miatt félbeszakítva, oklevelét csak 1948-ban nyerte el. A kolozsvári OGYI orvos- és gyógyszerészet-történeti tanszékén kezdte egyetemi pályáját, az orvostudományok doktora (1967), egyetemi tanár (1977) nyugalomba vonulásáig (1981).
A Román Orvos- és Gyógyszerésztörténeti Társulat (1956), az Academia Internationale d'Histoire de la Médicine (1966) rendes tagja, az Academia Italiana di Storia delle Farmacia (1970) és a Magyar Orvostörténelmi Társaság (1978) tiszteletbeli tagja. Részt vett a dubrovniki (1959), pécsi (1962), sienai (1963), heidelbergi (1970), bukaresti (1970), prágai (1971), londoni (1972), párizsi (1973), budapesti (1974) és barcelonai (1980) nemzetközi szakmai kongresszuson.

## Kutatási területei
Ezen a szomorú napon kertelés nélkül kell kimondanunk, hogy az erdélyi – benne a magyar, a német és a román – orvos- és gyógyszerészettörténet terén Izsák professzor sok tekintetben úttörő szerepet játszott.  Így például neki köszönhető a nagyszebeni Brukenthal Múzeum gyógyszerészeti gyűjteményének tudományos rendszerezése  és  a kolozsvári  Gyógyszerészet-történeti  Gyűjtemény létrehozása.  Ez  utóbbit 1954-ben vitte véghez. Ennek ellenére a kolozsvári Hintz-házban működő múzeum későbbi gazdái (az elmúlt években is) mindent elkövettek avégett, hogy ezt a Bologa professzor aláírását viselő dokumentumokkal is bizonyítható tényt elhallgassák, kicsinyitsék, letagadják, meghamisítsák.
Tibori Szabó Zoltán
Kutatási területe a felvilágosodás kori orvostudomány Erdélyben, Moldvában, Havasalföldön és a Bánságban, hazai járványtörténet (pestis, kolera), kolozsvári orvosi könyvkiadás, oktatás és kórházügy, orvosi ismeretek a középkori Európában, a Servetus felfedezte kisvérkör és a felfedezés erdélyi vonatkozásai, egyetemes és hazai gyógyszerészet-történet, román–magyar orvosi kapcsolatok. Tanulmányaiban több kiemelkedő orvos munkásságának ismeretéhez hozott új adatokat (Ioan Molnar-Piuariu, Michael Neustädter, Vasile Popp, C. Caracas, Ferenczi József, Oroszhegyi (Szabó) Józsa, Nicolae Kretzulescu, Fialla Lajos, Grósz Frigyes, Maria Cutzariade-Crăţunescu, Marta Buteanu, Victor Babeş, Valeriu L. Bologa, Váradi Sámuel, Alexandru Vitzu).

## Publikációs tevékenysége
Szakközleményeit hazai (Farmacia, Clujul Medical, Revista Medicală–Orvosi Szemle, Revista Medico-Chirurgicală, Acta Musei Napocensis) és külföldi szakfolyóiratokban, így a budapesti Orvosi Hetilap és Orvostörténeti Közlemények, a párizsi Revue d'Histoire de la Médicine Hebraique és Revue d'Histoire de la Pharmacie, valamint a londoni The Pharmaceutical Journal hasábjain, népszerűsítő és egyéb témájú cikkeit az Utunk, Dolgozó Nő, A Hét, Igazság, Új Út, Universul (1949), Lupta Ardealului hasábjain jelentette meg; orvostörténeti tárgyú beszélgetéseit (1960, 1980–82) a Kolozsvári Rádió magyar adása közvetítette. Mint múzeumszervező, nevéhez fűződik a nagyszebeni Brukenthal Múzeum gyógyszerészeti gyűjteményének tudományos rendszerezése (1950), a kolozsvári Gyógyszerészet-történeti Gyűjtemény létrehozása (1954).
Munkatársa volt több román nyelvű orvostörténeti összefoglaló munkának (Din istoria medicinii universale. 1970); Istoria medicinii româneşti. 1972; Dicţionar cronologic de medicină şi farmacie. 1975; Medicina. Seria Din istoria ştiinţelor în România. 1980; szerkesztője a Kolozsvárt  megjelent In memoriam Valeriu Lucian Bologa (1981) című kőnyomatos kötetnek.

## Önálló munkái
- Aspecte din trecutul medicinii româneşti (1954);
- Din trecutul legăturilor medicale româno-maghiare (1956), magyarul: A román–magyar orvosi kapcsolatok múltjából. Ford. Dr. Derzsi László. 1957);
- Iuliu Baraş – un mare popularizator al ştiinţelor naturii (1956);
- Ştefan Stîncă. Viaţa şi opera lui medicală (1956);
- Nicolae Kretzulescu – iniţiatorul învăţămîntului medical românesc (1957); *Studii şi cercetări de istoria medicinii şi farmaciei din R. P. R. (az Oktatásügyi Minisztérium II. díjával kitüntetett munka, 1962);
- Farmacia de-a lungul secolelor (1979).

## Társszerzős munkái
- Társszerzője a Contribuţii la istoria medicinii în R. P. R. (1955) című munkának, amelyért a szerzőket Állami Díjjal tüntették ki;
- Adalékok a R. N. K. orvostudományának történetéhez c. kötetnek (1955, V. L. Bologával);
- Fapte şi oameni din trecutul medicinei în patria noastră c. munkának (1962, V. L. Bologával);
- Istoria medicinii c. egységes tankönyv (1963, többekkel);
- Studii de istoria medicinii c. kőnyomatos kiadvány (Kolozsvár, 1968, V. L. Bologával).

## Díjak, elismerések
- Román Népköztársaság Állami Díja (1955)